# Золотой век оперетты
Золотой век оперетты — временной промежуток в истории венской оперетты приблизительно с 1860 по 1900 год.
Золотой век представлен композиторами: Францем Зуппе («Пансион», «Африканское путешествие», «Boccaccio»), Иоганном Штраусом («Летучая мышь», «Цыганский барон», «Венская Кровь», «Индиго», «Калиостро в Вене», «Кружевной платок княгини», «1000 Ночь» или «Ночь в Венеции») Карлом Миллёкером («Нищий студент», «Гаспароне», «Дюбарри», «Бедный Ионафан»), Рихардом Хойбергером («Оперный бал») и Карлом Целлером («Продавец птиц», «Мартин-Рудокоп»).
Прежде всего «Летучая мышь» Иоганна Штрауса входит в репертуар всех оперных домов по всему миру.
Местом действия оперетт «золотого века» почти всегда была Вена, являющаяся главным городом Габсбургской монархии и мировым культурным центром. Излюбленной темой оперетт этого времени была мнимая жизнь аристократии, являющихся важной частью жителей города. В музыкальном плане, в опереттах преобладал вальс и полька. Кроме того также часто присутствовал венгерский фольклор, например чардаш.
В последнюю четверть XIX века «Золотой век оперетты» достиг своего пика. Карл Цирер (1843—1922) был последним представителем этой эпохи. После наступления XX века, венская оперетта стала изменяться, как по содержанию, так в музыкальном плане. Подобные изменения привели к Серебряному веку оперетты. Некоторые авторы считают, что Золотой век оперетты закончился 31 декабря 1899 года, в день смерти Карла Миллёкера.